# Super Bowl XXXI
Il Super Bowl XXXI si disputò tra i campioni della AFC, i New England Patriots, e quelli della NFC, i Green Bay Packers, della stagione 1996.
Questo Super Bowl vide la presenza di due squadre considerate perdenti per la maggior parte degli anni ottanta. Le fortune dei Packers cambiarono dopo che assunsero il capo-allenatore Mike Holmgren e il quarterback Brett Favre  nel 1992. Anche i Patriots si ripresero nel 1993 quando Bill Parcells fu assunto come capo allenatore e nel draft scelsero il quarterback Drew Bledsoe. Guidati dai rispettivi allenatori e quarterback, Green Bay concluse col miglior record record della NFC con 13–3 nel 1996, mentre New England giunse a disputare il suo secondo Super Bowl dopo aver compilato un record di 11-5.
I Packers erano in vantaggio 27-14 all'intervallo ma il quarterback dei Patriots Drew Bledsoe guidò la sua squadra con un veloce drive che si concluse con una corsa da 18 yard di Curtis Martin in touchdown che riportò i Patriots a una distanza di meno 6 punti nel terzo periodo. Rivitalizzati, i Patriots calciarono il successivo kickoff sulla linea delle 1 yard, ma Desmond Howard infranse le speranze di New England con un ritorno da 99 yard in touchdown, dopo di che i Packers segnarono una conversione da due punti, portando il risultato a quello finale di 35-21. Green Bay vinse così il suo terzo Super Bowl, il primo dal Super Bowl II.
Desmond Howard fu premiato come MVP dell'incontro e, al 2023, rimane l'unico giocatore degli special team ad essersi aggiudicato tale riconoscimento.

## Marcature
- 1º quarto

GB – TD: Andre Rison su passaggio da 54 yard di Brett Favre (extra point trasformato da Chris Jacke) 7–0 GB
GB – FG: Chris Jacke 37 yard 10–0 GB
NE – TD: Keith Byars su passaggio da 1 yard di Drew Bledsoe (extra point trasformato da Adam Vinatieri) 10–7 GB
NE – TD: Ben Coates su passaggio da 4 yard di Drew Bledsoe (extra point trasformato da Adam Vinatieri) 14–10 NE
- 2º quarto

GB – TD: Antonio Freeman su passaggio da 81 yard di Brett Favre (Chris Jacke) 17–14 GB
GB – FG: Chris Jacke 31 yard 20 -14 GB
GB – TD: Brett Favre su corsa da 2 yard (extra point trasformato da Chris Jacke) 27–14 GB
- 3º quarto

NE – TD: Curtis Martin su corsa da 18 yard (extra point trasformato da Adam Vinatieri) 27–21 GB
GB – TD: Desmond Howard su ritorno di kickoff da 99 yard (conversione da 2 punti di Mark Chmura su passaggio di Brett Favre) 35–21 GB
- 4º quarto

Nessuna

## Formazioni titolari
| Green Bay         | Ruolo  | New England      |
| ----------------- | ------ | ---------------- |
| ATTACCO           |        |                  |
| Andre Rison       | WR     | Terry Glenn      |
| Bruce Wilkerson   | LT     | Bruce Armstrong  |
| Aaron Taylor      | LG     | William Roberts  |
| Frank Winters     | C      | Dave Wohlabaugh  |
| Adam Timmerman    | RG     | Todd Rucci       |
| Earl Dotson       | RT     | Max Lane         |
| Mark Chmura       | TE     | Ben Coates       |
| Antonio Freeman   | WR     | Shawn Jefferson  |
| Brett Favre       | QB     | Drew Bledsoe     |
| Edgar Bennett     | RB     | Curtis Martin    |
| William Henderson | FB     | Keith Byars      |
| DIFESA            |        |                  |
| Reggie White      | LE     | Ferric Collons   |
| Gilbert Brown     | NT-LDT | Pio Sagapolutele |
| Santana Dotson    | RDT    | Mark Wheeler     |
| Sean Jones        | RE     | Willie McGinest  |
| Wayne Simmons     | LOLB   | Todd Collins     |
| Ron Cox           | MLB    | Ted Johnson      |
| Brian Williams    | ROLB   | Chris Slate      |
| Doug Evans        | LCB    | Ty Law           |
| Craig Newsome     | RCB    | Otis Smith       |
| LeRoy Butler      | SS     | Lawyer Milloy    |
| Eugene Robinson   | FS     | Willie Clay      |